# مارغريت ديلورم
مارغريت ديلورم (بالفرنسية: Marguerite Delorme)‏ هي رسامة فرنسية، ولدت في 10 سبتمبر 1876 في لونفيل في فرنسا، وتوفيت في 26 يوليو 1946 في مدينة ليل في فرنسا.